# Schizosaccharomycetales
Schizosaccharomycetales är en ordning av svampar. Schizosaccharomycetales ingår i klassen Schizosaccharomycetes, divisionen sporsäcksvampar och riket svampar.
| Schizosaccharomycetales | \| \| Schizosaccharomycetaceae \| \| \| \| |
|                         | \| \| Schizosaccharomycetaceae \| \| \| \| |
|                         | Schizosaccharomycetaceae                   |
|                         |                                            |

|  | Schizosaccharomycetaceae |
|  |                          |